# Marktdesign
Marktdesign ist eine ökonomische Disziplin, die sich mit der Gestaltung von Marktprozessen in Hinblick auf zuvor festgelegte Ziele befasst. Der Alfred-Nobel-Gedächtnispreis für Wirtschaftswissenschaften wurde 2012 „für die Theorie stabiler Verteilungen und die Praxis des Marktdesigns“ an Alvin Roth und Lloyd Shapley vergeben. Von Marktdesignern entwickelte Mechanismen müssen unter realen Bedingungen Bestand haben. Axel Ockenfels definiert Marktdesign folgendermaßen:

„Marktdesign ist die Kunst, Institutionen so auszugestalten, dass die Verhaltensanreize für individuelle Marktteilnehmer mit den übergeordneten Zielen des Marktarchitekten im Einklang stehen. Solche Ziele können sein die Maximierung der Erlöse, Effizienz oder der Liquidität, die Minimierung der Kosten, die Offenbarung privater Informationen etc.“

Marktarchitekt ist in den vielen Fällen der Staat, jedoch kann auch ein Konzern seine internen Anreizsysteme im Sinne eines Marktdesigns gestalten oder ein Internetmarktplatz seine eigenen Regeln gestalten.
In jüngerer Zeit wurden sehr komplexe Marktdesigns entwickelt, um in ursprünglich monopolisierte Geschäftsfelder Wettbewerb hineinzutragen. Dabei interagieren regulierte Monopole (Netze) mit unter Wettbewerb stehenden Netznutzern nach regulierten Regeln. Beispiele sind:
- der Energiemarkt
- der Telekommunikationsmarkt
- der Eisenbahnbetrieb

Ziel eines Marktdesigns kann auch die Internalisierung externer Kosten und der nachhaltige Umgang mit begrenzten Ressourcen sein. Ein Beispiel hierfür ist der Emissionsrechtehandel.

## Theorie des Marktdesigns
Die Theorie des Marktdesigns begann mit der Mechanismus-Design-Theorie von Leonid Hurwicz. Danach kann nicht davon ausgegangen werden, dass der Markt – die unsichtbare Hand – von allein für eine optimale Allokation der Ressourcen sorgt, sondern der Markt ist im Allgemeinen unvollkommen und durch Informationsasymmetrien, externe Effekte, Marktmacht und so weiter verzerrt. Somit führt der Markt nicht zu den gewünschten Ergebnissen. Durch eine Rückwärtsanwendung der Spieltheorie, können Marktregeln gefunden und weiter optimiert werden, so dass die Akteure im Wettbewerb unter den gesetzten Regeln das gewünschte Ergebnis erzielen.
Als Marktdesign bezeichnet man beispielsweise die Entwicklung von Marktregeln für einen effizienten und wirkungsvollen Emissionshandel, sinnvolle Regularien für Börsen und Finanzmärkte, die Konzeption wirkungsvoller und motivierender innerbetrieblicher Anreizsysteme für Mitarbeiter und die Formulierung von Zuordnungsregeln für Schüler auf Schulen, Ärzte auf Krankenhäuser und Organspender auf Organempfänger.
Das Marktdesign kann dabei zum Ziel haben, Dienstleistungen diskriminierungsfrei und transparent nur an den Meistbietenden zu vergeben, wie dies typischerweise bei Auktionen erfolgt (Auktionsmärkte) oder aber auch im Gegenteil zum Ziel haben, den Preis aus dem Vergabeprozess herauszuhalten, wie dies oft im medizinischen und im Bildungssektor gewünscht ist (Matching-Märkte).
Handwerkliche Fehler bei der Ausgestaltung der Mechanismen können dabei zu enttäuschenden oder gar katastrophalen Ergebnissen führen (siehe beispielsweise die Kalifornische Energiekrise). Daher bindet die Gestaltung komplexer Marktdesigns wie das Marktdesign der Energiemärkte oder des Telekommunikationsmarktes in der Regel alle Stakeholder über geeignete Feedbackprozesse ein und institutionalisiert auch die Weiterentwicklung und Anpassung der Marktregeln. Weiter spielt das Lernen aus Fehlern in dieser experimentellen Wissenschaft eine große Rolle. So hat die Kalifornische Energiekrise als lehrreiches Exempel für die Gestaltung der europäischen Energiemärkte gedient.

## Auktionsmärkte
In vielen Märkten führt der Preismechanismus zu einer Verteilung/Allokation von Gütern, die aus gesellschaftlicher Sicht wünschenswert ist: Ein Gut wird gehandelt, wenn der Preis kleiner als die Zahlungsbereitschaft des Käufers für das Gut ist und größer als die des Verkäufers. Bestehen im Markt asymmetrische Informationen über den Wert eines Guts, kann eine Auktion zur Preisfindung genutzt werden. Auktionen kommen in vielen verschiedenen Kontexten zum Einsatz, wie etwa bei der Ausgabe von Staatsanleihen, bei der Vergabe von öffentlichen Aufträgen oder in der privaten Beschaffung. Ebenso spielen Auktionen bei der Organisation des Strommarkts, der Vergabe von Mobilfunklizenzen oder auch der Vergabe von Start- und Landerechte für Fluggesellschaften eine wichtige Rolle. Die Aufgabe der Marktdesigner besteht darin, den zentralen Vergabemechanismus so zu gestalten, dass das übergeordnete Ziel, eine effiziente Verteilung von Gütern zu erreichen, Markteintrittsbarrieren gering zu halten und Kollusion zwischen den Teilnehmern zu verhindern, erreicht wird.

### Frequenzauktionen
Ein wichtiges Anwendungsfeld für das Auktionsdesign stellen Frequenzauktionen für Mobilfunklizenzen dar. Dabei versteigert eine Regierung mit Hilfe einer Auktion Lizenzen, die es dem Besitzer erlauben, Signale über bestimmte Frequenzbereiche des elektromagnetischen Spektrums zu übertragen. Eine besondere Herausforderung stellen die Komplementaritäten zwischen den Lizenzen dar.
Ein schlechtes Auktionsdesign kann zu Kollusion zwischen Unternehmen führen und den Eintritt neuer Bieter erschweren. So hat das entsprechende Auktionsdesign einer simultanen aufsteigenden Auktion, bei der ersten Versteigerung von UMTS-Lizenzen in Deutschland im Jahr 2000 zu Ineffizienzen geführt. Die üblichsten Ziele bei solchen staatlichen Auktionen sind Effizienz, Transparenz, Einfachheit und Fairness. Frequenzauktionen sind dann effizient, wenn das Spektrum seiner besten Nutzung zugeführt wird. Es ist hingegen kurzsichtig, wenn Staaten hohe Auktionseinnahmen generieren wollen, indem sie Monopole schaffen.
Im Gegensatz zur simultanen aufsteigenden Auktion, bietet eine verdeckte (Erstpreis-)Auktion keine Möglichkeit für Signalisierung oder Bestrafung, um Absprachen zu unterstützen. Außerdem wird der Eintritt von schwächeren Bietern gefördert, da diese wissen, dass sie eine bessere Chance auf den Sieg haben. Aber auch verdeckte Auktionen können Nachteile mit sich bringen. Die Möglichkeit schwächerer Bieter mit geringerer Wertschätzung, stärkere Bieter mit höherer Wertschätzung zu überbieten, kann sich zum Nachteil entwickeln, da dies die Wahrscheinlichkeit eines ineffizienteren Ergebnisses erhöht. Dieses Beispiel hat gezeigt, dass es keine Patentlösung für ein gutes Auktionsdesign gibt. Aus diesem Grund beschäftigen sich Marktdesigner intensiv mit der Auktionstheorie, um Markt-spezifische Verbesserungen zu entwerfen.

## Matching-Märkte
Es gibt auch Märkte, in denen es für Marktteilnehmer eine Rolle spielt, mit welchem Partner sie Handel treiben. In diesen Matching-Märkten führt ein Preismechanismus allein nicht zu einer effizienten Allokation. Ein klassischer Fall ist der Arbeitsmarkt: Es reicht nicht aus, dass ein Arbeitnehmer bereit ist, zu einem festgesetzten Lohn in einem Unternehmen zu arbeiten. Erst, wenn sich auch der Arbeitgeber für den Arbeitnehmer entschieden hat, kann der Arbeitnehmer seine Arbeitsstelle antreten. In einigen Märkten ist der Preis als Koordinierungsinstrument auch gesellschaftlich unerwünscht. So werden gerade im Gesundheits- und Bildungsbereich, insbesondere bei der Vergabe von Schul- und Studienplätzen oder der Zuordnung von Spenderorganen, meist Zuteilungsmechanismen ohne Preise als Koordinierungsinstrument genutzt.

### Schulplatzvergabe
Eine klassische Matching-Situation besteht in der Zuteilung von Kindern auf Schulplätze. Hierbei gilt es, Kinder unter Berücksichtigung der Eltern-Präferenzen optimal auf eine begrenzte Anzahl Schulplätze zu verteilen. Die Schulen haben dabei ebenfalls eine Präferenzliste, nach der sie Schüler aufnehmen (erst Geschwisterkinder, dann Kinder mit Wohnort in der Nachbarschaft ...). Beide Präferenzlisten sollen berücksichtigt werden.
Der Verteil-Mechanismus muss garantieren, dass keine Schule mehr Kinder aufnimmt als Plätze vorhanden sind, sowie dass alle Kinder einer Schule zugewiesen werden. Er soll weiterhin stabil sein. Stabilität bedeutet in diesem Kontext, dass kein Kind-Schule-Paar (k, s′) existiert, bei dem ein Kind k lieber die Schule s′ als die ihm zugeordneten Schule s besuchen würde und gleichzeitig an der Schule s′ eine höhere Priorität hat als eines der dort zugelassenen Kinder. Weiterhin soll der Algorithmus strategiesicher sein, das heißt für die Eltern soll es optimal sein, ihre wahren Präferenzen anzugeben.
Eine bewährte Lösung für dieses Problem ist der von David Gale und Lloyd Shapley entwickelte student-proposing Deferred-Acceptance mechanism, der auch als Gale-Shapley-Algorithmus bekannt ist. Zu Beginn des Verfahrens geben Eltern ihre Wunschschulen in Form einer Rangliste an. Jede Schule legt wiederum fest, welche Priorität die einzelnen Kinder haben, die sich um einen Platz an der Schule beworben haben. Das Verfahren funktioniert nun so:
1. Runde: Jeder Schüler bewirbt sich zunächst an der Schule, die seine erste Priorität darstellt. Die Schulen verteilen nun vorläufig ihre verfügbaren Plätze auf die Bewerber gemäß ihrer Prioritätenliste. Allen Bewerbern, die keinen Platz erhalten haben, wird eine Ablehnung zugesendet.
2. Runde: Alle Schüler, die eine Ablehnung erhalten haben, bewerben sich nun auf der Schule, die auf ihrem Platz 2 steht. Die Schulen verteilen wiederum ihre verfügbaren Plätze gemäß ihrer Priorität auf alle Bewerbungen, die ihnen jetzt vorliegen, und schicken allen Bewerbern, die keinen Platz erhalten, eine Ablehnung (darunter können sich Schüler befinden, die in der ersten Runde noch vorläufig zugelassen waren).
3. Runde: und so weiter, bis alle Schüler von einer Schule akzeptiert sind.

Ein solches Verfahren kann automatisiert mit einem Computeralgorithmus durchgeführt werden, in dem die Präferenzen von Eltern und Schulen hinterlegt werden und der dann das Zuteilungsergebnis errechnet.
Anlass für die Untersuchung solcher Algorithmen war das in Boston traditionell etablierte Vergabeverfahren. Dieses gab Eltern Anreize, Ihre wahren Präferenzen zu verschleiern, um sich durch strategisches Verhalten besserzustellen. Ein in New York etabliertes Vergabeverfahren führte dazu, dass bis zu 30.000 Schüler keinem Platz an einer von ihnen angegebenen Schule zugeteilt werden konnte, wohingegen 17.000 Schüler Angebote von mehreren Schulen erhalten haben. Diese Probleme konnten durch Einführung des Gale-Shapley-Algorithmus behoben werden.
In Europa wird der Gale-Shapley-Algorithmus unter anderem in Ungarn verwendet. Seit 2000 werden über ein Regierungsinformationszentrum, das sogenannte KIR, die Plätze an weiterführenden Schulen in einem zentralen Verfahren verteilt. Die Schüler haben dabei die Möglichkeit, gemäß ihrer Präferenzen, eine Rangliste über die verschiedenen Schulprogramme zu erstellen. Dabei herrscht keine Restriktion über die Länge dieser Liste. Die Schulen wiederum, bilden ihre Präferenzlisten anhand von Noten und den Ergebnissen einer Aufnahmeprüfung oder eines Bewerbungsinterviews. Die Zuordnung ist entsprechend den Eigenschaften des Gale-Shapley-Algorithmus stabil und strategiesicher. Die Annahmequoten und detaillierte Statistiken werden vom KIR bereitgestellt. Laut einer zentralen Übersicht im Jahr 2011 betrug die Zahl der Bewerber 91.580, 96,2 % von ihnen wurden im Hauptverfahren zugelassen, 75,6 % von ihnen zu ihrer ersten Wahl und 95,1 % von ihnen zu einer ihrer ersten drei Wahlen.

### Praktikumsvergabe
In den USA müssen Medizinstudenten eine Praxisphase absolvieren, um das Medizinstudium erfolgreich abschließen zu können. Bevor eine Marktdesignlösung implementiert wurde, konkurrierten die Krankenhäuser um die Medizinstudenten, indem sie diesen immer früher Einstiegsangebote machten. Dies führte dazu, dass Studenten schon zu Beginn ihres Studiums Angebote erhielten und annehmen konnten, bevor sie alle Optionen erwägen konnten. Dadurch kam es zu einer ineffizienten Allokation.
Um die Vergabe optimaler für Krankenhäuser und Studenten zu gestalten, hat das National Resident Matching Programm (NRMP), welches die zentrale Vergabe koordiniert, einen neuen Zuweisungsalgorithmus basierend auf dem Gale-Shapley-Algorithmus implementiert. Im Vergabeverfahren des NRMP geben Medizinstudenten ihre Präferenzen über die Krankenhäuser in Form einer Rangliste an. Auch die Krankenhäuser erstellen Ranglisten mit ihren Präferenzen über die Medizinstudenten. Aus diesen Präferenzlisten erstellt der Algorithmus stabile Matchings für Studenten und Krankenhäuser. Das heißt, jeder Student wird einem Krankenhaus zugewiesen, das er am meisten gegenüber anderen Krankenhäusern bevorzugt und es gleichzeitig ihn gegenüber anderen Studenten bevorzugt. Jedes Jahr werden vom NRMP mehr als 20.000 Studenten mit diesem Algorithmus verteilt. Er gilt als eines der erfolgreichsten und bekanntesten Beispiele für Marktdesign im Bereich Matching-Märkte.
Die Anforderungen an den Algorithmus haben sich grundlegend verändert, als immer mehr Frauen ein Medizinstudium aufnahmen, und dementsprechend mehr Paare nah beieinanderliegende Ausbildungsplätze suchten. Der bisherige Deferred-Acceptance-Algorithmus hat Matchings ausgegeben, die in Hinsicht auf Paare, nicht stabil waren. Daher wurde 1995 vom Vorstand des NRMP die Entwicklung eines neuen Algorithmus in Auftrag gegeben. Seit 1998 wird der Roth-Peranson-Algorithmus eingesetzt. Dieser hybride Algorithmus berücksichtigt die Komplementaritäten, die durch Paare entstehen können und wählt aus allen stabilen Allokationen, sofern vorhanden, diejenige aus, die für die Studenten optimal ist.

### Nierentausch
Warum gutes Marktdesign auf Matching-Märkten wichtig ist, lässt sich besonders drastisch am Beispiel der Organspende veranschaulichen, die auch eine Form des Matchings darstellt. Denn obwohl Patienten die Aussicht auf eine Lebendspende eines Organs (üblicherweise eine Niere) vom Partner oder von Familienmitgliedern/Freunden haben, besteht die Möglichkeit einer Inkompatibilität.
Der Wirtschaftsnobelpreisträger und Matching-Pionier Alvin Roth hat deshalb sogenannte Ringtäusche für gegenseitig inkompatible Spender-/Empfängerpaare ins Gespräch gebracht. Dabei spendet ein Lebendspender, der Teil eines inkompatiblen Paares ist, seine Niere an den bedürftigen Empfänger eines zweiten inkompatiblen Paares. Im Austausch dafür erhält sein inkompatibler Partner ebenfalls eine Organspende vom Spender des zweiten Paares. An einem solchen Tausch müssen mindestens zwei Paare teilnehmen. Es ist jedoch auch ein Tausch zwischen mehreren gegenseitig inkompatiblen Paaren möglich. 2003 wurde erstmals eine Nierentransplantation mit drei Paaren durchgeführt. Mittlerweile finden in den USA auch Kettentäusche statt, die von einem altruistischen Spender ohne Partner initiiert werden. Durch diese Ketten ist es möglich, dass durch eine einzige Spenderniere mehr als 50 Leben gerettet werden können.
Der Algorithmus hinter diesem Top-Trading-Cycles-and-Chains (TTCC) Tauschmechanismus, bestimmt einen Ring- oder Kettentausch, sodass es für keine Gruppe von Spendern und Empfängern, einen anderen Ringtausch gibt, den diese besser finden. Roth fand heraus, dass die Möglichkeit zu Überkreuz- und Ringspenden gegenüber der reinen Paarspende zu deutlich mehr durchgeführten Lebendnierenspenden führt. Besonders wenn ein altruistischer Spender am Anfang einer Kette steht, kann dieser einen Austausch anstoßen, der über gegenseitig inkompatible Paare geht und in einer Spende für einen Patienten auf der Warteliste enden kann. Somit wird mehr Menschen geholfen, als dies ohne einen derartigen Austauschmechanismus der Fall sein könnte. Der Grad der Kompatibilität zwischen Spenderorgan und Empfänger steigt auf diese Weise ebenfalls. Auch Patienten ohne Tauschpartner profitieren von Ringtäuschen, weil die Konkurrenz um postmortale Spenderorgane sinkt.